# Звёзды главной последовательности спектрального класса B
| Спектр | Радиус {\displaystyle R_{\odot }} | Масса {\displaystyle M_{\odot }} | Tэфф (K) | log g |
| ------ | --------------------------------- | -------------------------------- | -------- | ----- |
| B0V    | 10                                | 17                               | 30 000   | 4     |
| B1V    | 6.42                              | 13.21                            | 25 400   | 3.9   |
| B2V    | 5.33                              | 9.11                             | 20 800   | 3.9   |
| B3V    | 4.8                               | 7.6                              | 18 800   | 4     |
| B5V    | 3.9                               | 5.9                              | 15 200   | 4     |
| B6V    | 3.56                              | 5.17                             | 13 800   | 4     |
| B7V    | 3.28                              | 4.45                             | 12 400   | 4.1   |
| B8V    | 3                                 | 3.8                              | 11 400   | 4.1   |
| B9V    | 2.7                               | 3.29                             | 10 600   | 4.1   |

Звёзды главной последовательности спектрального класса B (B V) — карликовые звёзды главной последовательности, использующие водород в качестве «топлива», спектрального класса B и класса светимости V. Эти звёзды имеют массу в 2-16 раза больше массы Солнца и температуры поверхности от 10 000 до 30 000 КТаблицы VII и VIII. Звёзды B-типа чрезвычайно яркие и бело-голубые по цвету. Поскольку звёзды главной последовательности называются карликовыми звёздами, то этот класс звёзд можно также назвать бело-голубыми карликам. Их спектры имеют нейтральный гелий, наиболее заметный в подклассе B2, и умеренные водородные линии. В качестве примеров можно привести Регул и Алголь A.
Этот класс звёзд был введён в Гарвардскую классификацию звёздных спектров и опубликован в Каталоге ярких звёзд. Определением звёзд спектрального класса B было наличие неионизированных линий гелия с отсутствием однократно ионизованного гелия в сине-фиолетовой части спектра. Все спектральные классы, включая тип B, были подразделены числовым суффиксом, который указывал степень, до которой они приблизились к следующему подклассу в классификации. Таким образом, B2 составляет 1/5 часть «пути» от класса B (или B0) к классу A.
Позже, однако, более тонкие спектральные исследования показали линии ионизированного гелия для звёзд типа B0. Аналогично, звёзды A0 также показывают слабые линии неионизированного гелия. Последующие каталоги звёздных спектров классифицировали звёзды на основе более сильных линий поглощения на определённых частотах или путём сравнения с более или менее сильными линиями. Таким образом, в системе классификации MK спектральный класс B0 имеет линию на длине волны 439 нм, которая сильнее линии на длине волны 420 нм. Серия бальмеровских водородных линий усиливается в классе B, а затем достигает максимума в классе A2. Линии ионизированного кремния используются для определения подкласса звёзд класса B, а линии магния — для разграничения температурных классов.
Звёзды класса B не имеют короны и не имеют зоны конвекции во внешней атмосфере. Они имеют более высокую скорость потери массы, чем меньшие звёзды, такие как Солнце, а их звёздный ветер имеет скорости около 3000 км/с. Генерация энергии в звёздах класса В главной последовательности происходит на основе CNO-цикла. Поскольку CNO-цикл очень чувствителен к температуре, производство энергии сконцентрировано в центре звезды, что приводит к появлению зоны конвекции вокруг ядра. Это приводит к устойчивому смешиванию водородного топлива с гелием в качестве побочного продукта ядерного синтеза. Многие звёзды B-типа имеют высокую скорость вращения — их экваториальная скорость вращения около 200 км/с.

## Звёзды Be и B (e)
Спектральные объекты, известные как «звёзды Ве», представляют собой массивные, но не сверхгигантские объекты, которые имеют или имели в своё время 1 или более бальмеровских линий излучения. Причём ряд электромагнитных спектральных серии водорода, излучаются звёздами, представляющими особый научный интерес. Обычно считается, что звёзды обладают необычно сильными звёздными ветрами, высокими поверхностными температурами и значительным истощением звёздной массы, когда объекты вращаются с необычайно высокой скоростью, и в этом их главное отличие от многих других типов звёзд главной последовательности.
Хотя соответствующие терминологии являются не совсем однозначными, спектральные объекты, известные как «звёзды B (e)» или «B [e]», отличаются от звёзд Be, поскольку указанные объекты — B(e) — обладают отличительными нейтральными линиями или линиями эмиссии с низкой ионизацией, которые считаются «запрещёнными линиями», что обозначается скобками или квадратными скобками. Другими словами, излучение этих конкретных звёзд, по-видимому, подвергается процессам, которые обычно не допускаются согласно стационарной теории возмущений I-го порядка в квантовой механике. Определение «B (e) звезда» может включать в себя объекты, которые достаточно велики, чтобы быть голубым гигантом или голубым сверхгигантом, то есть находится за пределами размера стандартных звёзд главной последовательности.

## Характеристики стандартных звёзд
Йеркская классификация с учётом светимости (МКК) содержит плотную сетку карликовых стандартных звёзд типа B; однако не все они сохранились до наших дней в качестве стандартных. Опорными точками системы спектральной классификации МКК среди карликовых звёзд главной последовательности B-типа, то есть тех стандартных звёзд, которые остались неизменными в течение многих лет, по крайней мере, с 1940 годов, и могут использоваться для определения спектров, считаются: Ипсилон Ориона (B0 V), Эта Возничего (B3 V), и Эта Большой Медведицы (B3 V). В дополнение к этим двум стандартным звёздам У. Морган и Ф. Кинан (МК) (1973) считали следующие звёзды стандартами: Тау Скорпиона (B0 V), Омега1 Скорпиона (B1 V), 42 Ориона (B1 V), 22 Скорпиона (B2 V), Ро Возничего (B5 V) и 18 Тельца (B8 V). Другими стандартными звёздами МК считали Бета2 Скорпиона (B2 V), 29 Персея (B3 V), HD 36936 (B5 V) и HD 21071 (B7 V). Gray&Garrison (1994) предложили две стандартных звезды для подкласса B9 V: Омега Печи A и HR 2328. Единственный опубликованный стандарт для подкласса B4 V — 90 Льва от Lesh (1968). В литературе отсутствует единое мнение о выборе стандарта B6 V.

## Химические особенности
Некоторые звёзды подкласса B0-B3 имеют необычайно сильные линии неионизированного гелия. Эти химически пекулярные звёзды называют гелиевыми звёздами. Они часто имеют сильные магнитные поля в своей фотосфере. В отличие от них, существуют также звёзды класса B со слабыми линями гелия и сильными линиями водорода. Другими химически пекулярными звёздами B-типов являются ртутно-марганцевые звёзды спектральных подклассов B7-B9. Наконец, вышеупомянутые звёзды Ве имеют заметный спектр излучения водорода.

## Планеты
Список некоторых ближайших звёзд типа B,
о которых известно, что они имеют планеты, включает в себя:
| Звезда          | Спектральный класс | Расстояние, св. лет | Подтверждённая планета |
| HIP 78530       | В9 V               | 446                 | HIP 78530 b            |
| Каппа Андромеды | B9IVn              | 168                 | Каппа Андромеды b      |

Также известно о нескольких (в настоящее время 19) субкарликах спектрального класса B.